# 二色大鹦嘴鱼
二色大鹦嘴鱼（学名：Bolbometopon bicolor）为鹦嘴鱼科大鹦嘴鱼属的鱼类。分布于红海至太平洋中部诸岛海域、北达琉球群岛、台湾岛以及西沙群岛、南沙群岛、广东沿海等，属于暖水性鱼类。其多生活于珊瑚礁或岩礁间。

## 扩展阅读
維基物種上的相關：二色大鹦嘴鱼